# نوک‌آبی گرانت
نوک‌آبی گرانت (نام علمی: Spermophaga poliogenys) گونه‌ای از سهرگان ریز است که در جنگل‌های مرکز آفریقا یافت می‌شود. گستره پراکنش جهانی ۳۵۰۰۰۰ کیلومتر مربع تخمین زده شده‌است.
در جمهوری کنگو، جمهوری دموکراتیک کنگو و اوگاندا یافت می‌شود. اتحادیه بین‌المللی حفاظت از طبیعت این گونه را به عنوان کمترین نگرانی طبقه‌بندی کرده‌است.
نام رایج این گونه به یاد پرنده‌شناس بریتانیایی کلود هنری باکستر گرانت است.